# دوست‌پسر

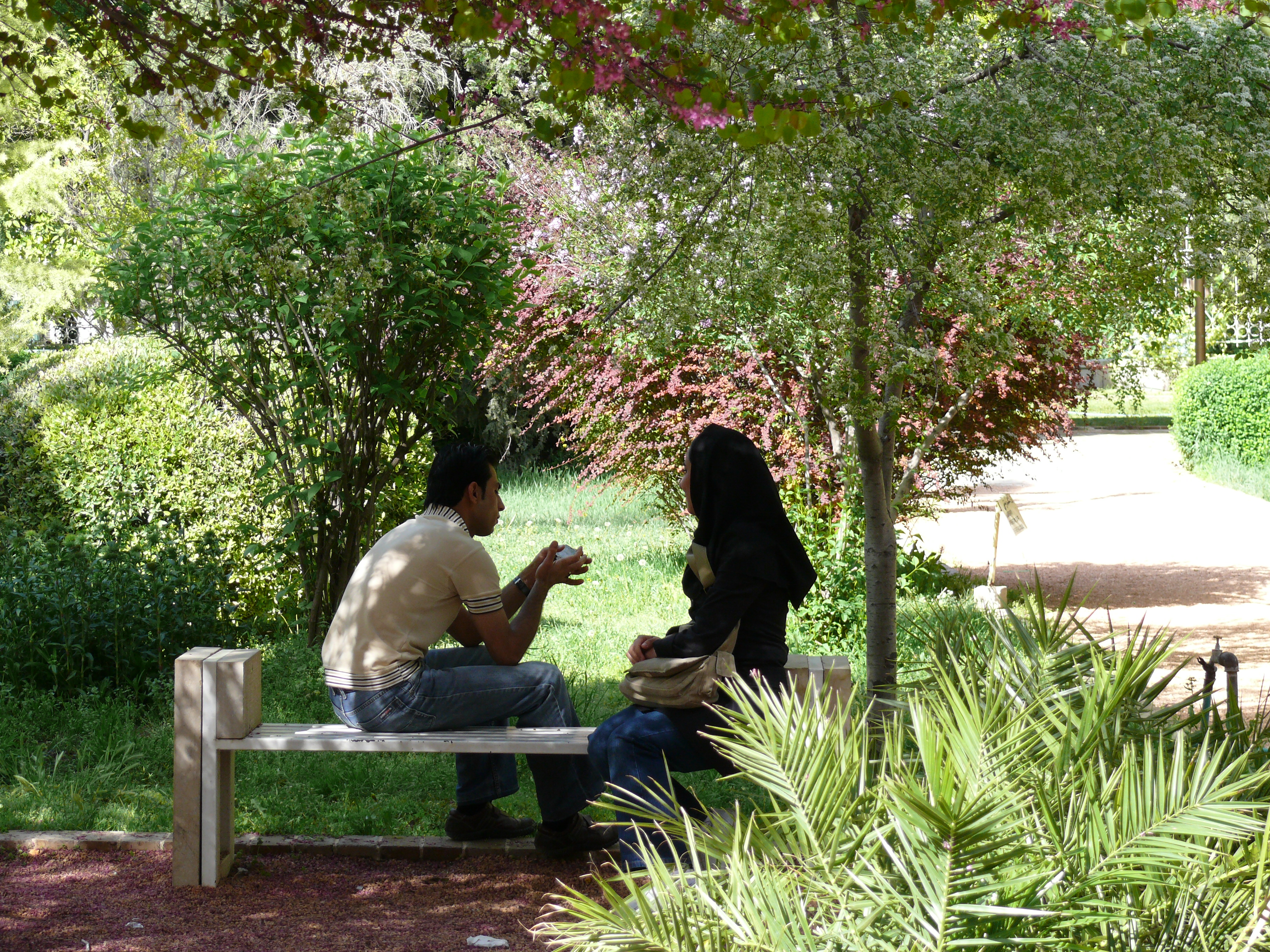
یک دختر با دوست‌پسرش

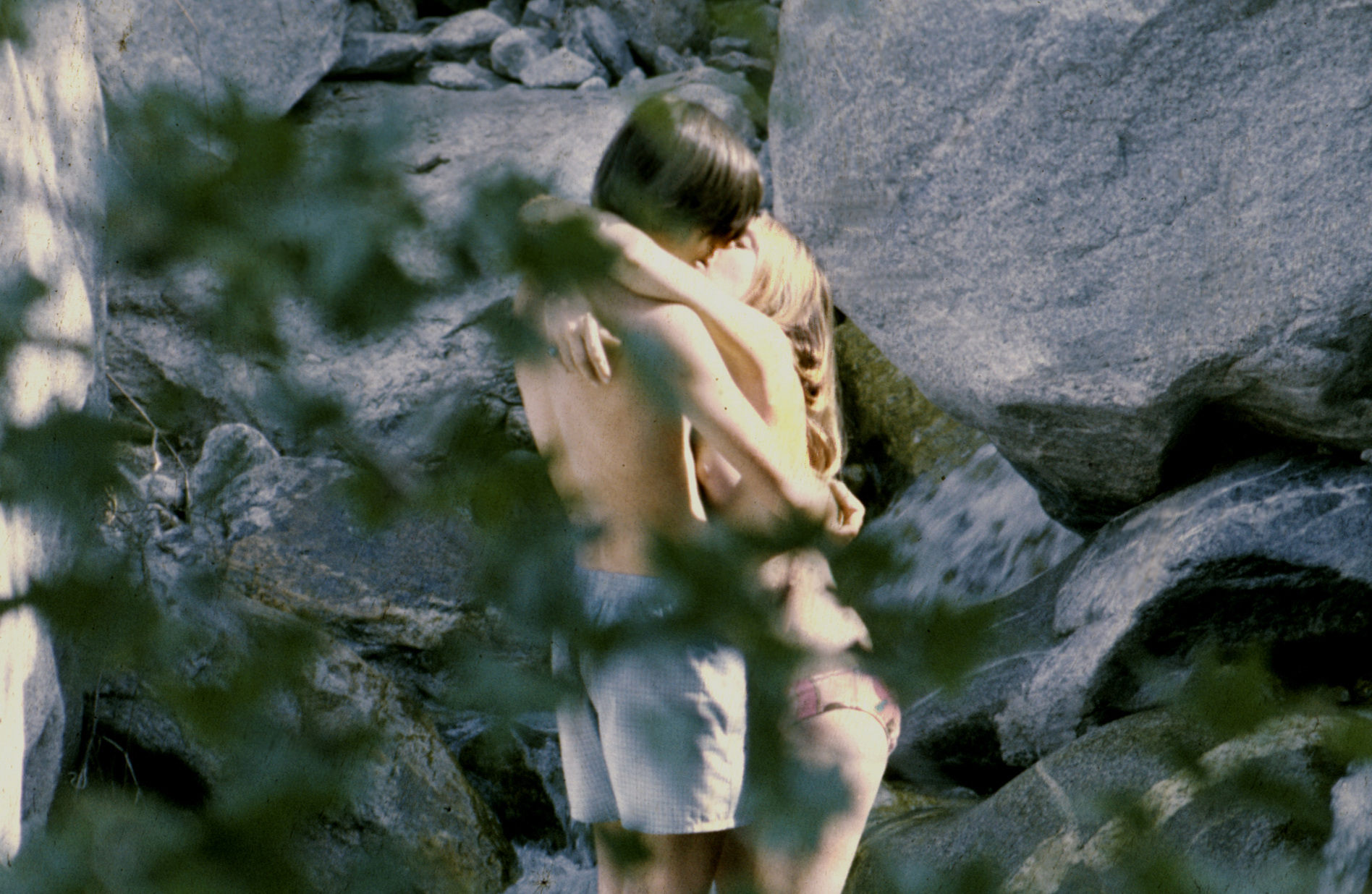
دوست‌‌پسری درحال بوسیدن دوست‌دخترش

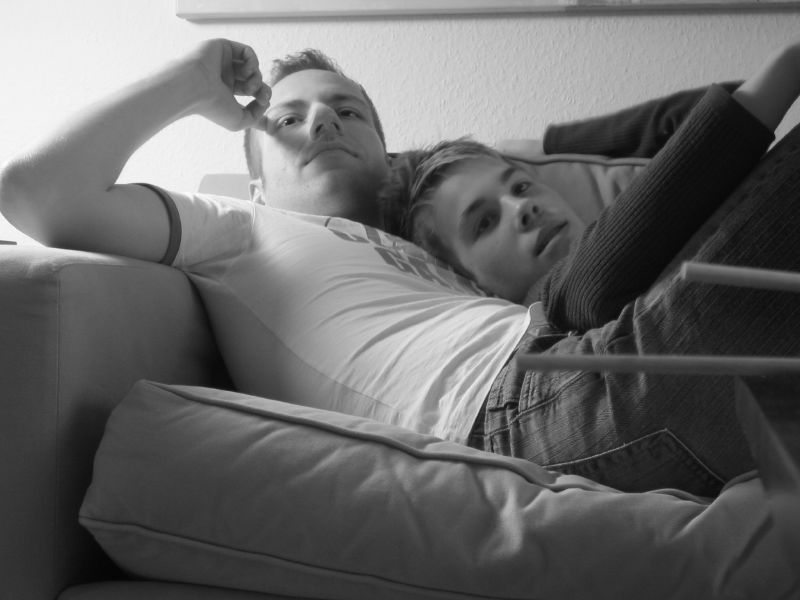
یک پسر با دوست‌پسرش

دوست‌پسر عنوانی است که به پسر یا مرد داده می‌شود و در تعریف، دوست و همدمی است که با کسی، به گونه متقابل، ارتباطی عاشقانه یا عاشقانه-جنسی برقرار کرده‌است.
عنوان‌هایی همچون: شوهر، شریک زندگی و نسبت‌های دیگر ازدواجی در این تعریف نمی‌گنجند. عنوان «دوست‌پسر» در بعضی فرهنگ‌ها به دوست مرد یا پسر که رابطه جنسی و عاشقانه ندارند نیز گفته می‌شود. افزون بر این، همجنس‌گرایان مرد نیز به شریک عشقی خود، دوست‌پسر می‌گویند.

## حوزه تعریف و فرهنگ‌ها
«فرد مهم»، «شریک زندگی»، «همدمِ بی‌دردسر»، عناوینی است که به دو دوست گفته می‌شود که خارج از پیمان زناشویی با هم زندگی می‌کنند، به ویژه دو نفری که بدون عقد زناشویی، زندگی مشترک دارند و ممکن است دارای فرزند هم باشند که به آن، (به انگلیسی: cohabiting) گفته می‌شود. بسته به طرز فکر، فرهنگ، عادات و هدف، برای هر کس معنای دوست‌پسر، متفاوت است؛ مثلاً در قرن بیستم در کشور آمریکا، زن‌ها اغلب به دعوت آقایان نجیب‌زاده و شریف به منزل آن‌ها دعوت می‌شدند. پسران مجرد هم به امید معاشقه از طرف خانم‌ها به خانه آن‌ها سر می‌زدند. جایگاه این موضوع در ذهن افراد جامعه، تفاوت دارد.

## آمار
در گذشته، دوستی (با جنس مخالف) و ارتباطِ خارج از ازدواج چه به صورت عاشقانه و چه به صورت جنسی نامشروع   خارج از مقررات بود؛ اما امروزه این رابطه عموماً پذیرفته شده و به دور از بار معنایی منفی است. در هر فرهنگی و بنا بر آداب و فرهنگ هر قومیتی روش انتخاب فرد مورد نظر از جنس مخالف و همچنین چگونگی برقراری ارتباط با او مختلف و گاهی هم متضاد است، در کشورهایی مثل آمریکا نیز که فضای آزاد برای ارتباطات دو جنس به گونه‌ای فراهم است، حدود ۵۰ تا ۸۰ درصد دختران و پسران نوجوان در آن پیش از ازدواج در فعالیت‌های جنسی شرکت دارند، با این حال محدودیت‌های اخلاقی، عرفی و قانونی برای این خواسته و غریزه انسانی وجود دارد.
در کشور ایران نیز مسئله روابط دختران و پسران قبل از ازدواج به عنوان یکی از مسائل مبتلا به و در عین حال چالش‌برانگیز می‌باشد. در ایران طبق چندین تحقیق به عمل آمده مشخص شده‌است که حدود ۳۰ تا ۷۰ درصد نوجوانان به نوعی با موضوع دوستی با جنس مخالف درگیرند، همچنین در یک پژوهش گسترده که روی ۷۵ هزار نفر از جوانان و نوجوانان ۱۴ تا ۱۹ ساله در سراسر کشور انجام شد، ۴۵ درصد از نمونه‌ها عنوان کردند که مسائل جنسی فکرشان را آزار می‌دهد و ۳۵ درصد مطرح نمودند که به خاطر مسائل جنسی گاهی به دردسر افتاده‌اند. با وجود اینکه نوع ارتباط بین دو جنس نگرانی‌هایی را در جوامع مختلف به وجود آورده و حتی به عنوان نشانه برخی معضلات و نابهنجاری‌ها و نیز نتیجه آن شناخته می‌شود، با این حال هنوز اختلاف نظر در مورد بهترین راه‌ها برای برقراری ارتباط مناسب بین دو جنس وجود دارد.
نظام جمهوری اسلامی ایران، مخالف روابط دختر و پسر در پیش از ازدواج بوده و در همین راستا به گزارش ایسنا در اردیبهشت ۱۳۹۳، محمود گلزاری، معاون سامان‌دهی امور جوانان وزیر ورزش و جوانان گفت: «متأسفانه ارتباط دختران و پسران نسبت به ۳۰ سال گذشته سه برابر شده و زمان شروع رابطه به دوران تحصیلی راهنمایی و نوع رابطه از عاطفی به جنسی رسیده و ارتباط هم‌زمان با چند نفر زیاد شده‌است.»